# Базиліка чотирьох коронованих святих
Бази́ліка чотирьо́х короно́ваних святи́х (лат. Basilica Sanctorum Quattuor Coronatorum, італ. Basilica dei Santi Quattro Coronati) — базиліка в Римі, Італія. Титулярна церква. Названа на честь чотирьох коронованих святих.

## Історія
Перший внутрішній двір і сторожова вежа церкви входять в комплекс, що складається з церкви й монастиря. Вона була побудована в IV столітті на пагорбі Целій (перша згадка — 595). За папи Лева IV церква була значно перебудована, в ній з'явилася крипта для реліквій святих.
У 1084 році церква зруйнована під час пожежі й наново відбудована в зменшеному розмірі за папи Пасхалія II.
У 1138 році комплекс будівель перетворений на фортецю і служив папською резиденцією.

## Легенди

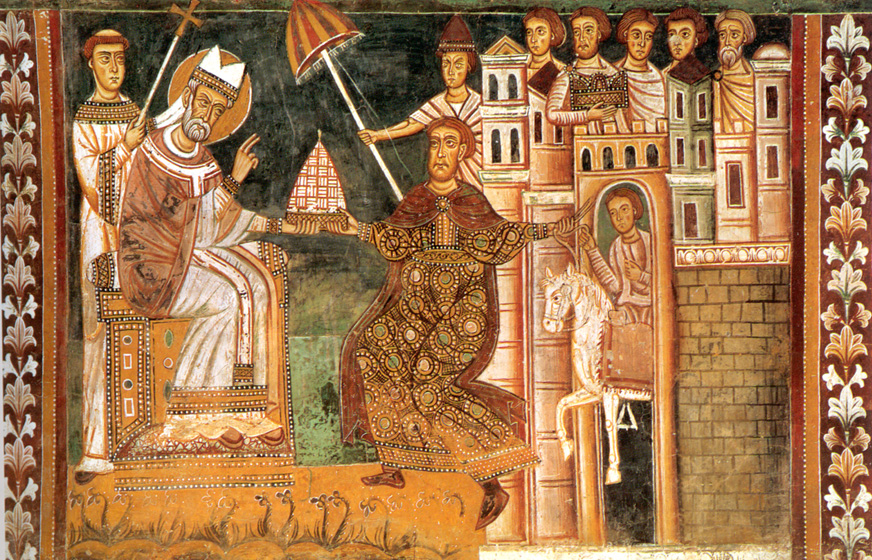
Костянтин Великий передає Сильвестру тіару

Існує декілька легенд про тих святих: за однією з них це були солдати, які не хотіли принести жертву Ескулапові, були страчені й поховані в церкві. За іншою версією Severus, Victorinus, Carpophorus und Severianus були замучені у IV столітті й були поховані на церковному цвинтарі. У VII столітті їх імена, можливо випадково, отримали невідомі солдати. За третьою легендою це були паннонійські муляри (Claudius, Nicostratos, Castorius, Sempronianus, Simplicius), які чинили опір при виготовленні статуї Ескулапа, і були страчені у 304 р.

## Капела Сільвестра
Капела побудована в 1246 році, в цьому ж році з'явилися фрески із зображенням легенди про св. Сильвестра. Важливе політичне значення мала сцена, де імператор Костянтин передає Сильвестру тіару і тим самим владу.

## Галерея

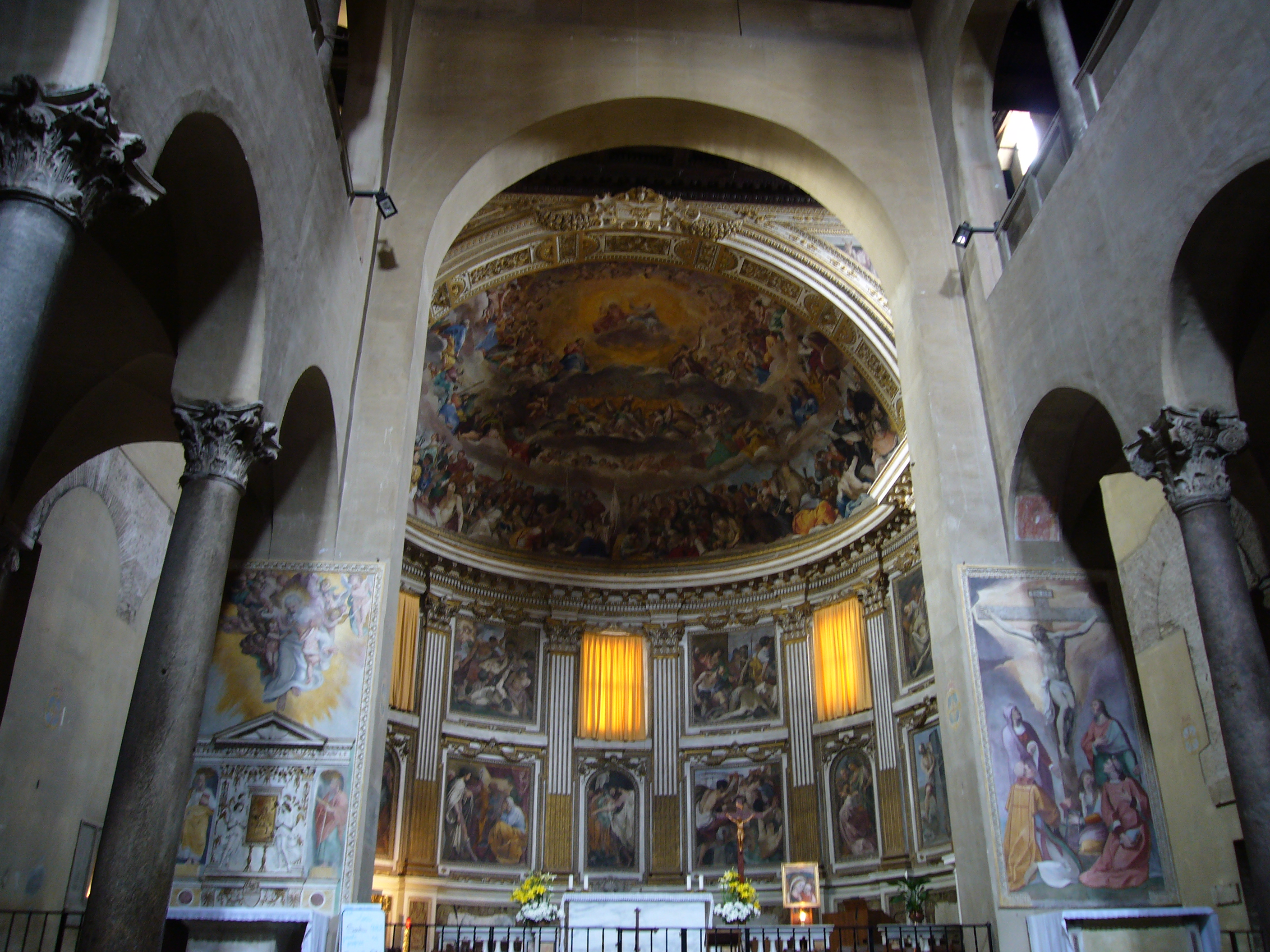
Абсида
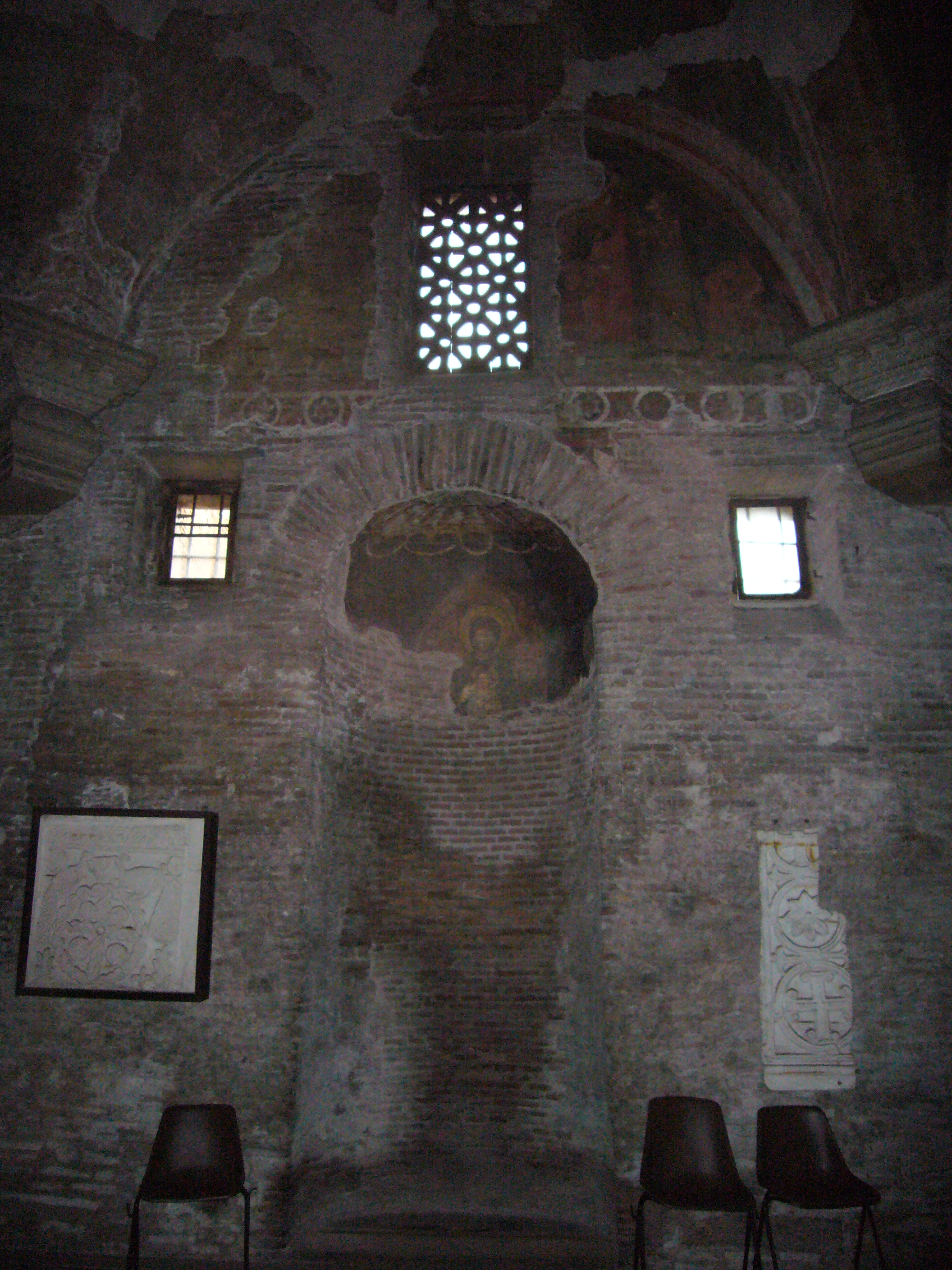
Капела Варвари
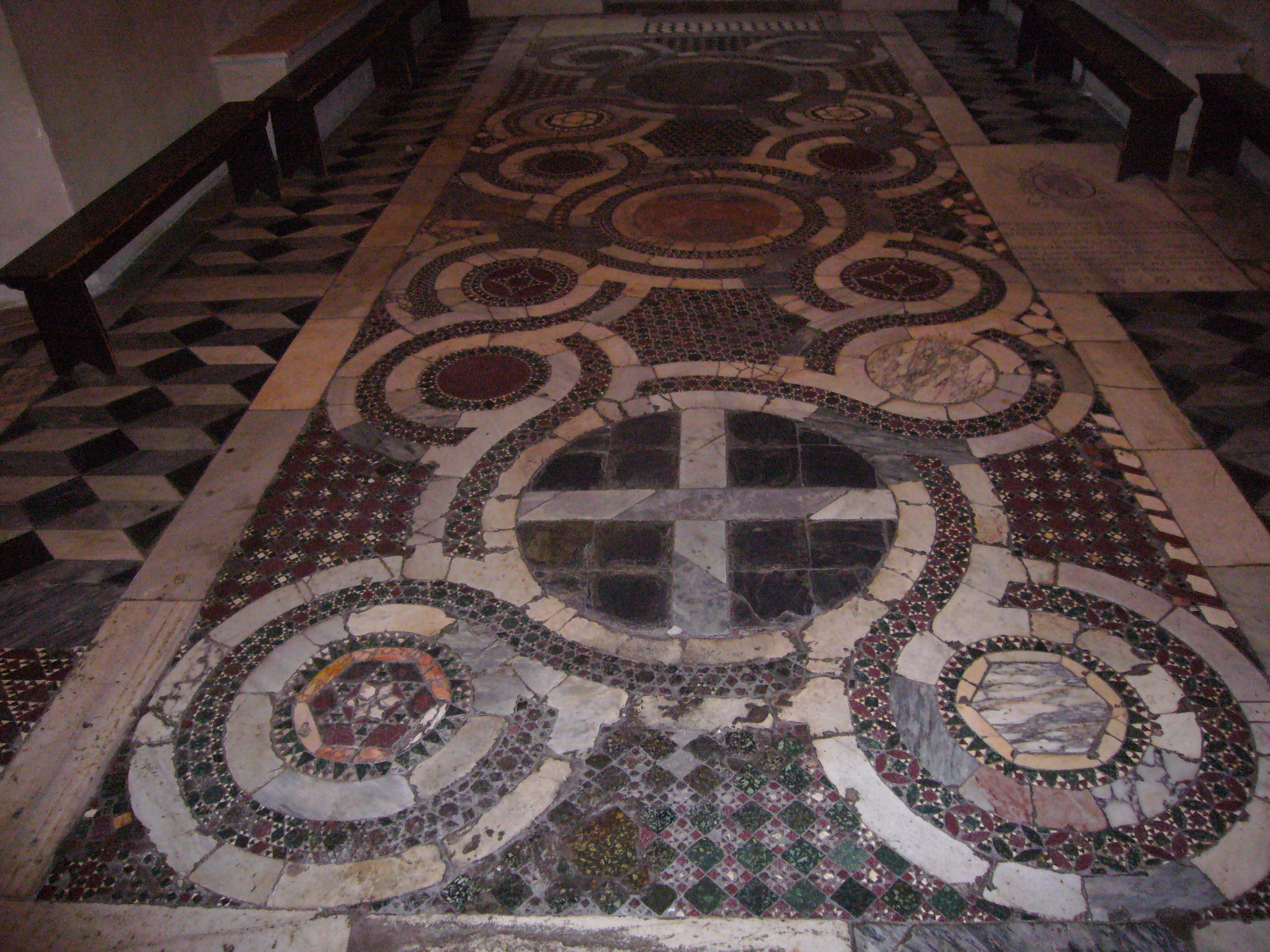
Підлога у стилі косматеско
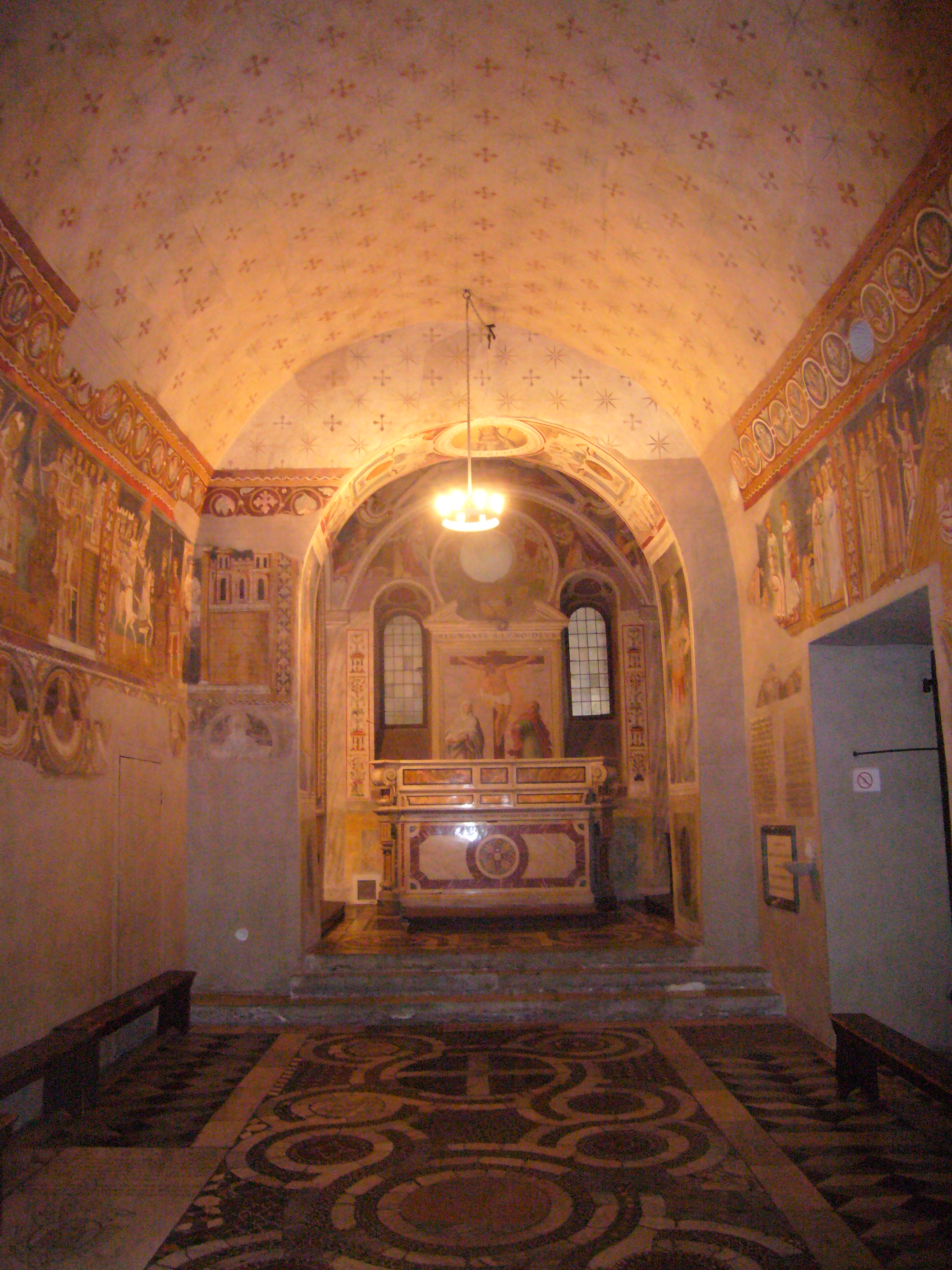
Капела Сильвестра

## Кардинали
Кардинали-священики титулярної Церкви чотирьох коронованих святих
- 1547–1580: Енріке, архієпископ Еворський, король Португалії (з 1578 року)
- 28 червня 1991 року: Роджер Майкл Магоні, американський кардинал.